# Gnathia illepidus
Gnathia illepidus is een pissebed uit de familie Gnathiidae. De wetenschappelijke naam van de soort is voor het eerst geldig gepubliceerd in 1869 door Wagner.